# Плотницкий, Болеслав
Болеслав Плотницкий (пол. Bolesław Płotnicki; 17 июня 1913, Киев — 7 сентября 1988, Варшава) — польский актёр театра и кино.

## Биография
Обучался лесному делу во Львове до 1935 г. После начала войны был призван в армию, попал в плен войск вермахта и до 1945 год был военнопленным, заключённым в германском лагере для офицеров, где выступал в любительском театре. После освобождения работал в государственной инспекции Польши, с 1949 г.— актёр театров в Ольштыне и в Варшаве.

## Избранная фильмография
- 1953 — Пятеро с улицы Барской / Piątka z ulicy Barskiej — министр
- 1954 — Под фригийской звездой / Pod gwiazdą frygijską — Францишек Олейничак, партийный секретарь
- 1955 — Волшебный велосипед / Zaczarowany rower — руководитель польского коллектива
- 1956 — Тень (Кто он?) / Cień — железнодорожник
- 1958 — Прощания / Pożegnania — железнодорожник
- 1959 — Кафе «Минога» / Cafe Pod Minogą — Целестин Конфитеор, владелец похоронного бюро
- 1959 — Место на земле / Miejsce na ziemi — шкипер Студиньский, дядя Анджея
- 1961 — Апрель (Незабываемая весна) / Kwiecień  — майор Козловский
- 1961 — Два господина N / Dwaj panowie «N» — Казимеж Дзеванович, сотрудник архива ипотеки
- 1962 — Прикосновение ночи / Dotknięcie nocy — торговец Ян Питерак
- 1962 — Голос с того света / Głos z tamtego świata — Бараньский
- 1962 — Дом без окон / Dom bez okien — Королькевич, акробат
- 1963 — Голый среди волков — Захария Янковский
- 1963 — Разводов не будет / Rozwodów nie będzie — служащий
- 1963 — Где генерал? / Gdzie jest generał — сержант Владислав Панасюк
- 1964 — Закон и кулак / Prawo i pięść — уполномоченный
- 1964 — Неизвестный / Nieznany — взводный Рысевич
- 1965 — Происшествие в порту / Banda — директор исправительной колонии
- 1965 — Горячая линия / Gorąca linia — Августин, партийный секретарь
- 1965 — Лекарство от любви / Lekarstwo na miłość — начальник Иоанны в архитектурной мастерской
- 1966 — Брак по расчету / Małżeństwo z rozsądku — Казимир Бурчык, отец Иоанны
- 1966 — Терпкий боярышник / Cierpkie głogi — Яхимяк
- 1966 — Домашняя война / Wojna domowa (телесериал) — Альберт Эйнштейн (только в 15-й серии)
- 1967 — Привет, капитан / Cześć kapitanie — полковник милиции
- 1967 — Вестерплатте / Westerplatte — Кароль Шведовский, санитар
- 1967 — Юлия, Анна, Геновефа... / Julia, Anna, Genowefa... — отец Владека и Раймунда
- 1968 — Пароль «Корн» / Hasło Korn — часовщик Хильман
- 1968 — Ставка больше, чем жизнь / Stawka większa niż życie (телесериал) — Юзеф Подлясиньский (только в 10-й серии)
- 1969 — Только погибший ответит / Tylko umarły odpowie — доктор Болеслав Седляк
- 1970 — Польский альбом / Album polski — Болеслав Перкуц
- 1970 — Перстень княгини Анны / Pierścień księżnej Anny — капеллан княгини Анны
- 1971 — Кардиограмма / Kardiogram — Антони Веремюк
- 1972 — Дары волхвов / Dary magów — сторож Франтишек
- 1972 — Путешествие за улыбку / Podróż za jeden uśmiech — врач, участник отдыха
- 1973 — Чёрные тучи / Czarne chmury (телесериал) — Кожицкий
- 1973 — Дорога / Droga (телесериал) — Щепан Хлива, отец Казика (только в 2-й серии)
- 1974 — Семь сторон мира / Siedem stron świata (телесериал) — сторож Левкой
- 1974 — Потоп / Potop — ксёндз
- 1974 — Конец каникул / Koniec wakacji — дедушка Юрека
- 1974 — Первый правитель (Гнездо) / Gniazdo — Земомысл
- 1975 — Казимир Великий / Kazimierz Wielki — Бенько
- 1978 — Кошки это сволочи / Koty to dranie — сосед Сипневского
- 1979 — Вишни / Wiśnie / Die Weichselkirschen (Польша / ФРГ) — ночной сторож
- 1982 — Аварийный выход / Wyjście awaryjne — ксёндз
- 1983 — Академия пана Кляксы / Akademia pana Kleksa (Польша / СССР) — Дон Кихот

## Признание
- Золотой крест Заслуги (1970).
- Рыцарь ордена Возрождения Польши (1977).
- Офицер ордена Возрождения Польши (1984).
- Командор ордена Возрождения Польши (1986).